# Peruanischer Sol
Der Sol ist seit 2015 die Währung Perus. Ein Sol ist in 100 Céntimos unterteilt. Der ISO-Code lautet PEN. Von 1991 bis 2015 hieß die Währung Nuevo Sol.
Der Sol wurde am 1. Juli 1991 als Nuevo Sol eingeführt, um den hochinflationären Inti zu ersetzen. Er wurde zur Rate von 1 Nuevo Sol = 1.000.000 Inti gewechselt. Der Inti selbst war ebenfalls eine Nachfolgewährung, er hatte am 1. Januar 1985 den seit 1863 geltenden Sol de Oro im Tauschkurs von 1:1000 ersetzt.
Am 1. Oktober 1991 wurden die Münzen, am 13. November die Banknoten eingeführt. Gegenüber den alten Inti-Banknoten wurden die neuen Scheine mit mehreren Sicherheitsmerkmalen wie Spezialpapier, Wasserzeichen und Metallfaden versehen. Am 15. Dezember 2015 erfolgte die Umbenennung in Sol.

## Banknoten
Im Umlauf befinden sich die folgenden Banknoten:
| Wert                      | Vorderseite                                            | Rückseite                                                                                     |
| ------------------------- | ------------------------------------------------------ | --------------------------------------------------------------------------------------------- |
| S/ 10 (Version von 1991)  | José Abelardo Quiñones                                 | auf dem Rücken fliegendes Flugzeug vom Typ Caproni Ca.113 als Zeichen für den Tod des Piloten |
| S/ 10 (Version von 2011)  | José Abelardo Quiñones                                 | Machu Picchu                                                                                  |
| S/ 20 (Version von 1991)  | Raúl Porras Barrenechea und die Universität San Marcos | Palacio de Torre Tagle                                                                        |
| S/ 20 (Version von 2011)  | Raúl Porras Barrenechea                                | Ruinen von Chan Chan                                                                          |
| S/ 50 (Version von 1991)  | Abraham Valdelomar Pinto und das Palais Concert        | Laguna de Huacachina                                                                          |
| S/ 50 (Version von 2011)  | Abraham Valdelomar Pinto                               | Tempel "El Castillo" in Chavín de Huántar                                                     |
| S/ 100 (Version von 1991) | Jorge Basadre Grohmann                                 | Biblioteca Nacional de Peru                                                                   |
| S/ 100 (Version von 2011) | Jorge Basadre Grohmann                                 | El Gran Pajatén                                                                               |
| S/ 200 (Version von 1991) | Heilige Rosa von Lima                                  | Convento de Santo Domingo                                                                     |
| S/ 200 (Version von 2011) | Rosa von Lima                                          | Ciudad Sagrada de Caral                                                                       |

Die neuen Banknoten sind mit Sicherheitsmerkmalen ausgestattet. Dazu gehören Wasserzeichen, Sicherheitsfaden mit Aufschrift Peru und Wertangabe, Durchsichtsregister, Stichtiefdruck, spezielles Papier mit eingearbeiteten farbigen Fäden und Farbwechsel der Wertzahl von purpurrot nach goldbraun. Falschgeld ist verbreitet und beschädigte Scheine werden selten akzeptiert. Es gibt Wechselstuben, die sich auf den Ankauf beschädigter Scheine unter dem Nennwert spezialisiert haben. Alle Banknoten haben die gleiche Größe von 140 mm × 65 mm.

## Münzen
Münzen sind in den Nennwerten 1, 5, 10, 20 und 50 Céntimos und 1, 2 und 5 Soles erhältlich. Die 1-Sol-Münze ist aus Neusilber geprägt. Die Ein- und Fünf-Céntimos-Münzen werden jedoch außerhalb der großen Supermärkte und Banken nicht angenommen und sind wenig in Umlauf.

## Geschichte
In Peru wählte man 1863 den Namen Sol in der Bedeutung „Sonne“ (Symbol des Landes schon seit der Inkazeit) als Währungseinheit im Dezimalsystem: 1 Sol (= 10 Dineros) = 100 Centavos und 10 Soles = 1 Libra. Bis 1917 entsprach das 1-Sol-Stück in Gewicht (25 g) und Feingehalt (900/1000) dem 5-Franc-Stück der Lateinischen Münzunion.
Aufgrund der hohen Inflation ging Peru 1985 zum Inti (Bedeutung: „Sonne“ in der Inkasprache Quechua) von 100 Céntimos (1000 Soles de Oro = 1 Inti) und dann im Juli 1991 zum Nuevo Sol (1.000.000 Intis = 1 Nuevo Sol) über.